# 紀元前422年
紀元前422年（きげんぜん422ねん）は、ローマ暦の年である。
当時は、「カピトリヌス、ムギラヌス、メレンダが護民官に就任した年」として知られていた（もしくは、それほど使われてはいないが、ローマ建国紀元332年）。紀年法として西暦（キリスト紀元）がヨーロッパで広く普及した中世時代初期以降、この年は紀元前422年と表記されるのが一般的となった。

## 他の紀年法
- 干支 : 己未
- 日本
  - 皇紀239年
  - 孝昭天皇54年
- 中国
  - 周 - 威烈王4年
  - 秦 - 霊公3年
  - 晋 - 幽公12年
  - 楚 - 簡王10年
  - 斉 - 宣公34年
  - 燕 - 閔公17年
  - 趙 - 献侯2年
  - 魏 - 文侯24年
  - 韓 - 武子3年
- 朝鮮
  - 檀紀1912年
- ベトナム :
- 仏滅紀元 : 123年
- ユダヤ暦 : 3339年 - 3340年

## できごと

### ギリシア
- アテナイのリーダーだったクレオンは、マケドニア王国のアンピポリスの町を救うことを決意し、アテナイとスパルタの間の停戦協定を終わらせた。しかし、スパルタ軍を率いたブラシダスの巧妙な采配により、スパルタ軍はアンピポリスの戦い (Battle of Amphipolis) でアテナイ軍を破った。この戦いでは、 ブラシダスもクレオンも討ち死にし、両陣営の戦争支持派はそれぞれ重要人物を失うことになった。
- アルキビアデスは、アテナイにおける戦争支持派のリーダーとしての地位を（クレオンから）引き継いだ。

### 演劇
- アリストパネスの喜劇『蜂 (The Wasps)』が上演された。

## 死去
- ブラシダス - スパルタの将軍
- クレオン - アテナイの政治家